# Team Coop–Repsol (femení)
El Team Coop–Repsol (codi UCI: HPU) és un equip ciclista femení noruec. Creat al 2008, té categoria UCI Women's Continental Team des del 2020.

## Principals resultats
- A les proves de la Copa del món i de l'UCI Women's WorldTour:
  - Trofeu Alfredo Binda-Comune di Cittiglio: Elisa Longo Borghini (2013)
  - Prudential RideLondon Grand Prix: Kirsten Wild (2016)
- Altres:
  - Volta a Turíngia femenina: Emma Johansson (2011)

## Classificacions UCI

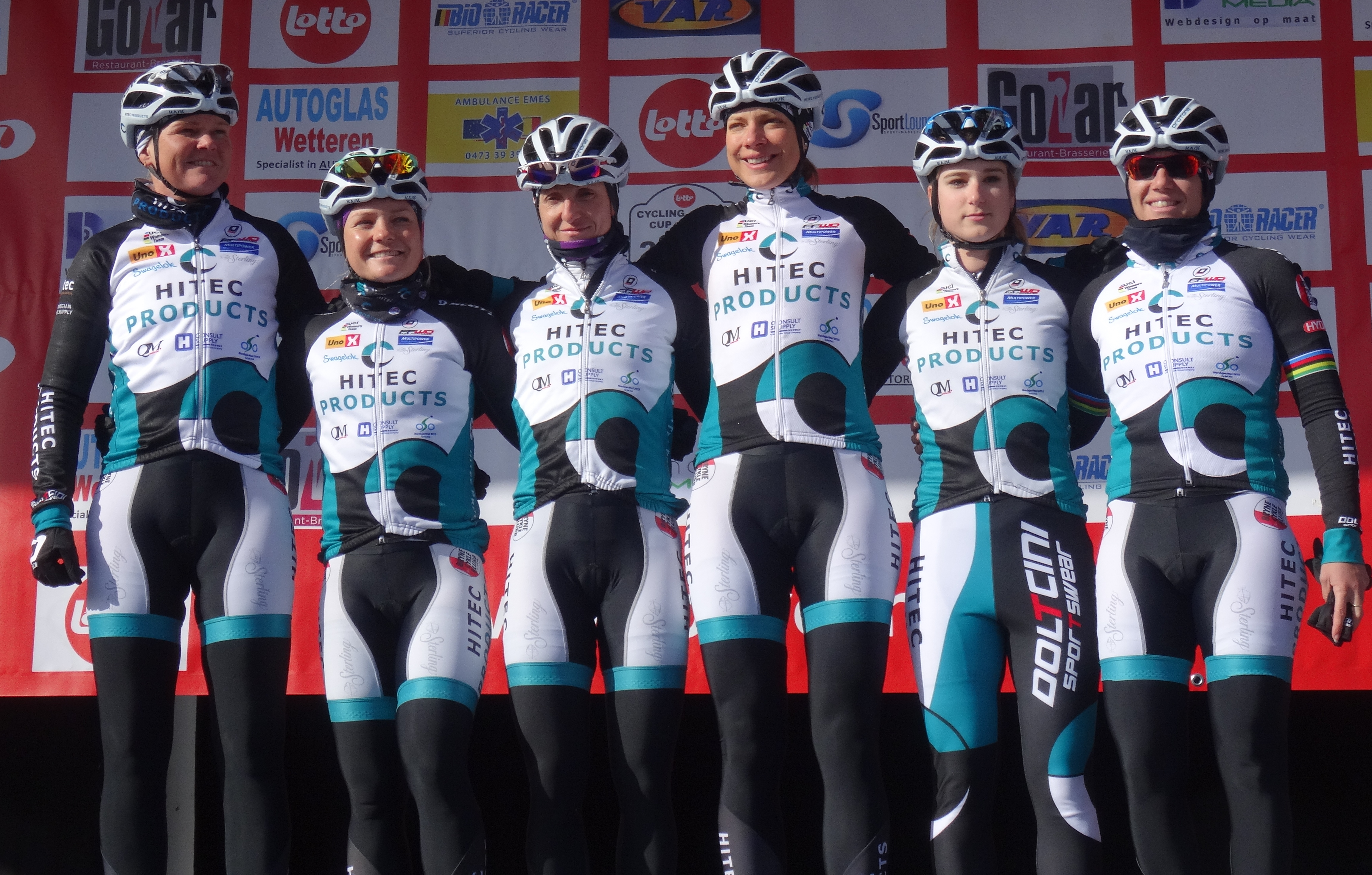
L'equip al 2015

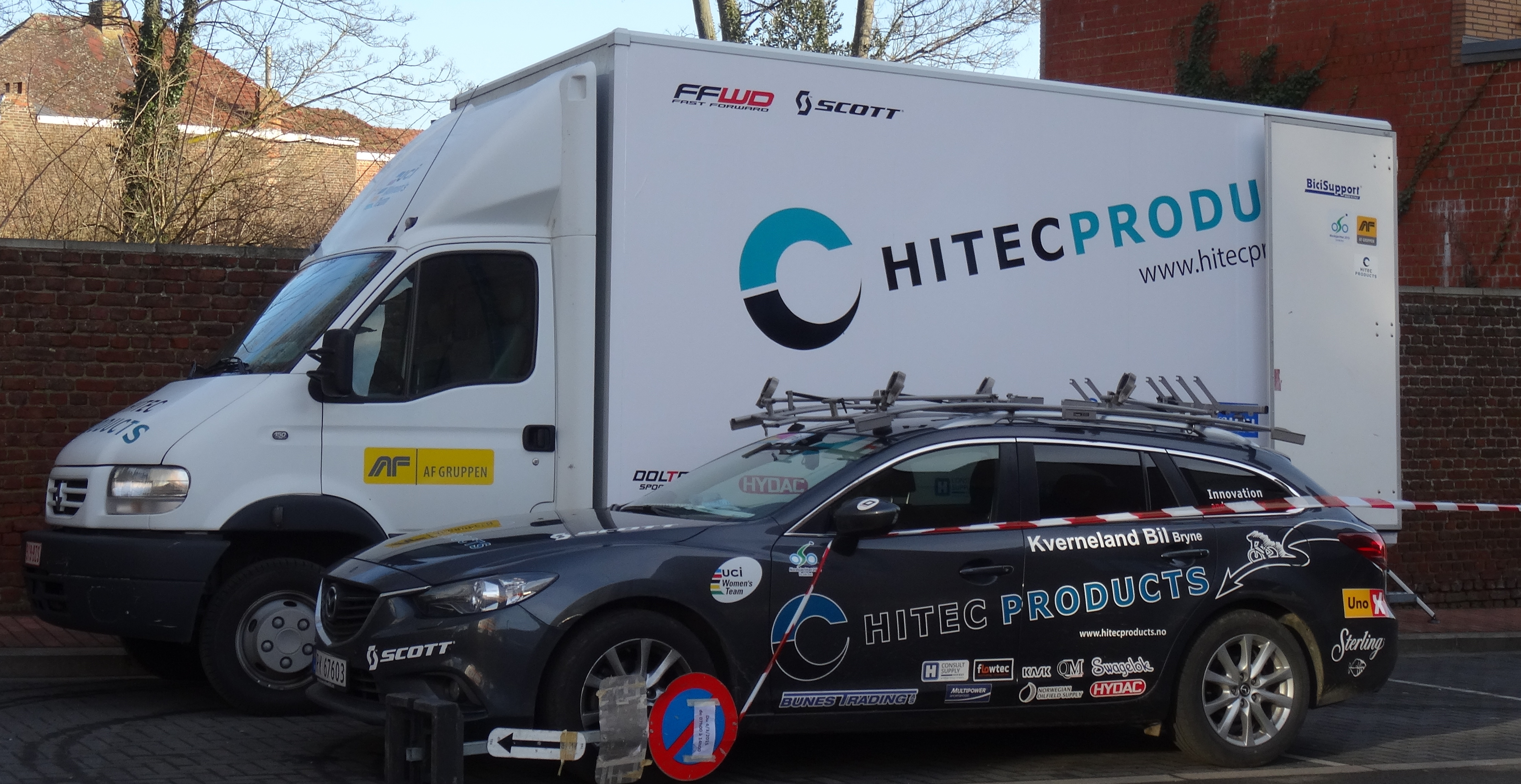
Vehicles de l'equip al 2015

Aquesta taula mostra la plaça de l'equip a la classificació de la Unió Ciclista Internacional a final de temporada i també la millor ciclista en la classificació individual de cada temporada.
| Rànquing UCI | Rànquing UCI     | Rànquing UCI                | Rànquing UCI |
| Any          | Rànquing d'equip | Millor ciclista al rànquing |              |
| ------------ | ---------------- | --------------------------- | ------------ |
| 2009         | 19è              | Sara Mustonen (43è)         |              |
| 2010         | 16è              | Sara Mustonen (57è)         |              |
| 2011         | 3r               | Emma Johansson (2n)         |              |
| 2012         | 5è               | Emma Johansson (3r)         |              |
| 2013         | 4t               | Elisa Longo Borghini (6è)   |              |
| 2014         | 6è               | Elisa Longo Borghini (11è)  |              |
| 2015         | 7è               | Kirsten Wild (9è)           |              |
| 2016         | 9è               | Kirsten Wild (28è)          |              |
| 2017         | 13è              | Susanne Andersen (46è)      |              |
| 2018         | 15è              | Charlotte Becker (55è)      |              |
| 2019         | 22è              | Vita Heine (45è)            |              |
| 2020         | 27è              | Mieke Kröger (72è)          |              |
| 2021         | 25è              | Mieke Kröger (84è)          |              |
| 2022         | 20è              | Nicole Steigenga (63è)      |              |
| 2023         | 27è              | Josie Nelson (140è)         |              |
| 2024         | 35è              | Camilla Ranes Bye (206è)    |              |
|              |                  |                             |              |
| Font: UCI    |                  |                             |              |

Del 2009 al 2015 l'equip va participar en la Copa del món
| Copa del Món | Copa del Món     | Copa del Món                | Copa del Món |
| Any          | Rànquing d'equip | Millor ciclista al rànquing |              |
| ------------ | ---------------- | --------------------------- | ------------ |
| 2009         | 15è              | Sara Mustonen (43è)         |              |
| 2010         | 17è              | Trine Schmidt (54è)         |              |
| 2011         | 5è               | Emma Johansson (3r)         |              |
| 2012         | 5è               | Emma Johansson (6è)         |              |
| 2013         | 4t               | Elisa Longo Borghini (5è)   |              |
| 2014         | 5è               | Elisa Longo Borghini (8è)   |              |
| 2015         | 8è               | Kirsten Wild (19è)          |              |
|              |                  |                             |              |
| Font: UCI    |                  |                             |              |

A partir del 2016, l'UCI Women's WorldTour va substituir la copa del món
| UCI World Tour | UCI World Tour   | UCI World Tour              | UCI World Tour |
| Any            | Rànquing d'equip | Millor ciclista al rànquing |                |
| -------------- | ---------------- | --------------------------- | -------------- |
| 2016           | 9è               | Kirsten Wild (31è)          |                |
| 2017           | 18è              | Emilie Moberg (50è)         |                |
| 2018           | 18è              | Charlotte Becker (38è)      |                |
| 2019           | 18è              | Marta Tagliaferro (49è)     |                |
| 2020           | 19è              | Mieke Kröger (67è)          |                |
| 2021           | 23è              | Josie Nelson (151è)         |                |
| 2022           | 18è              | Nicole Steigenga (78è)      |                |
| 2023           | 22è              | Josie Nelson (76è)          |                |
| 2024           | 23è              | Camilla Ranes Bye (181è)    |                |
|                |                  |                             |                |
| Font: UCI      |                  |                             |                |

## Composició de l'equip
| \| Llista de l'equip 2012 \| Llista de l'equip 2012 \| Llista de l'equip 2012 \| Llista de l'equip 2012 \| \| Ciclista \| Data de naixement \| Equip previ \| \| \| ------------------------ \| ---------------------- \| ----------------------------------- \| ---------------------- \| \| Johanna Bergseth \| 26 de agost de 1987 \| \| \| \| Christel Ferrier-Bruneau \| 8 de juliol de 1979 \| Gauss (2011) \| \| \| Cecilie Johansen \| 2 de octubre de 1989 \| \| \| \| Emma Johansson \| 23 de setembre de 1983 \| Red Sun Cycling Team (2010) \| \| \| Cecilie Gotaas Johnsen \| 20 de abril de 1976 \| Sportsklubben Trondheims-Ørn (1998) \| \| \| Sylwia Kapusta \| 8 de desembre de 1982 \| Gauss (2011) \| \| \| Tone Hatteland Lima \| 18 de desembre de 1979 \| \| \| \| Elisa Longo Borghini \| 10 de desembre de 1991 \| Top Girls-Fassa Bortolo (2011) \| \| \| Emilie Moberg \| 12 de juliol de 1991 \| \| \| \| Sara Mustonen \| 8 de febrer de 1981 \| CykelCity (2009) \| \| \| Lise Hafsø Nøstvold \| 14 de febrer de 1987 \| \| \| \| Thea Thorsen \| 15 de març de 1992 \| \| \| \| Marie Voreland \| 20 de setembre de 1990 \| \| \| \| Frøydis Meen Wærsted \| 15 de juny de 1987 \| \| \| \| \| \| \| \| \| Font: ProCyclingStats \| \| \| \| |                        |                                     |  |
| Llista de l'equip 2012 |                        |                                     |  |
| Ciclista | Data de naixement      | Equip previ                         |  |
| Johanna Bergseth | 26 de agost de 1987    |                                     |  |
| Christel Ferrier-Bruneau | 8 de juliol de 1979    | Gauss (2011)                        |  |
| Cecilie Johansen | 2 de octubre de 1989   |                                     |  |
| Emma Johansson | 23 de setembre de 1983 | Red Sun Cycling Team (2010)         |  |
| Cecilie Gotaas Johnsen | 20 de abril de 1976    | Sportsklubben Trondheims-Ørn (1998) |  |
| Sylwia Kapusta | 8 de desembre de 1982  | Gauss (2011)                        |  |
| Tone Hatteland Lima | 18 de desembre de 1979 |                                     |  |
| Elisa Longo Borghini | 10 de desembre de 1991 | Top Girls-Fassa Bortolo (2011)      |  |
| Emilie Moberg | 12 de juliol de 1991   |                                     |  |
| Sara Mustonen | 8 de febrer de 1981    | CykelCity (2009)                    |  |
| Lise Hafsø Nøstvold | 14 de febrer de 1987   |                                     |  |
| Thea Thorsen | 15 de març de 1992     |                                     |  |
| Marie Voreland | 20 de setembre de 1990 |                                     |  |
| Frøydis Meen Wærsted | 15 de juny de 1987     |                                     |  |
| |                        |                                     |  |
| Font: ProCyclingStats |                        |                                     |  |

| \| Llista de l'equip 2013 \| Llista de l'equip 2013 \| Llista de l'equip 2013 \| Llista de l'equip 2013 \| \| Ciclista \| Data de naixement \| Equip previ \| \| \| ---------------------- \| ---------------------- \| ----------------------------------- \| ---------------------- \| \| Miriam Bjørnsrud \| 9 de octubre de 1992 \| \| \| \| Emilia Fahlin \| 24 de octubre de 1988 \| Specialized-Lululemon (2012) \| \| \| Chloe Hosking \| 1 de octubre de 1990 \| Specialized-Lululemon (2012) \| \| \| Cecilie Gotaas Johnsen \| 20 de abril de 1976 \| Sportsklubben Trondheims-Ørn (1998) \| \| \| Tone Hatteland Lima \| 18 de desembre de 1979 \| \| \| \| Elisa Longo Borghini \| 10 de desembre de 1991 \| Top Girls-Fassa Bortolo (2011) \| \| \| Siri Minge \| 4 de febrer de 1994 \| \| \| \| Emilie Moberg \| 12 de juliol de 1991 \| \| \| \| Rachel Neylan \| 9 de març de 1982 \| Abus Nutrixxion (2012) \| \| \| Lise Hafsø Nøstvold \| 14 de febrer de 1987 \| \| \| \| Rossella Ratto \| 20 de octubre de 1993 \| Verinlegno-Fabiani (2012) \| \| \| Thea Thorsen \| 15 de març de 1992 \| \| \| \| \| \| \| \| \| Font: ProCyclingStats \| \| \| \| |                        |                                     |  |
| Llista de l'equip 2013 |                        |                                     |  |
| Ciclista | Data de naixement      | Equip previ                         |  |
| Miriam Bjørnsrud | 9 de octubre de 1992   |                                     |  |
| Emilia Fahlin | 24 de octubre de 1988  | Specialized-Lululemon (2012)        |  |
| Chloe Hosking | 1 de octubre de 1990   | Specialized-Lululemon (2012)        |  |
| Cecilie Gotaas Johnsen | 20 de abril de 1976    | Sportsklubben Trondheims-Ørn (1998) |  |
| Tone Hatteland Lima | 18 de desembre de 1979 |                                     |  |
| Elisa Longo Borghini | 10 de desembre de 1991 | Top Girls-Fassa Bortolo (2011)      |  |
| Siri Minge | 4 de febrer de 1994    |                                     |  |
| Emilie Moberg | 12 de juliol de 1991   |                                     |  |
| Rachel Neylan | 9 de març de 1982      | Abus Nutrixxion (2012)              |  |
| Lise Hafsø Nøstvold | 14 de febrer de 1987   |                                     |  |
| Rossella Ratto | 20 de octubre de 1993  | Verinlegno-Fabiani (2012)           |  |
| Thea Thorsen | 15 de març de 1992     |                                     |  |
| |                        |                                     |  |
| Font: ProCyclingStats |                        |                                     |  |

| \| Llista de l'equip 2014 \| Llista de l'equip 2014 \| Llista de l'equip 2014 \| Llista de l'equip 2014 \| \| Ciclista \| Data de naixement \| Equip previ \| \| \| ---------------------- \| ---------------------- \| ----------------------------------- \| ---------------------- \| \| Miriam Bjørnsrud \| 9 de octubre de 1992 \| \| \| \| Audrey Cordon \| 22 de setembre de 1989 \| Vienne Futuroscope (2013) \| \| \| Chloe Hosking \| 1 de octubre de 1990 \| Specialized-Lululemon (2012) \| \| \| Cecilie Gotaas Johnsen \| 20 de abril de 1976 \| Sportsklubben Trondheims-Ørn (1998) \| \| \| Lauren Kitchen \| 21 de novembre de 1990 \| Wiggle Honda (2013) \| \| \| Julie Leth \| 13 de juliol de 1992 \| Breast Cancer Care (2013) \| \| \| Tone Hatteland Lima \| 18 de desembre de 1979 \| \| \| \| Elisa Longo Borghini \| 10 de desembre de 1991 \| Top Girls-Fassa Bortolo (2011) \| \| \| Siri Minge \| 4 de febrer de 1994 \| \| \| \| Emilie Moberg \| 12 de juliol de 1991 \| \| \| \| Ashleigh Moolman \| 9 de desembre de 1985 \| Lotto Belisol Ladies (2013) \| \| \| Thea Thorsen \| 15 de març de 1992 \| \| \| \| \| \| \| \| \| Font: ProCyclingStats \| \| \| \| |                        |                                     |  |
| Llista de l'equip 2014 |                        |                                     |  |
| Ciclista | Data de naixement      | Equip previ                         |  |
| Miriam Bjørnsrud | 9 de octubre de 1992   |                                     |  |
| Audrey Cordon | 22 de setembre de 1989 | Vienne Futuroscope (2013)           |  |
| Chloe Hosking | 1 de octubre de 1990   | Specialized-Lululemon (2012)        |  |
| Cecilie Gotaas Johnsen | 20 de abril de 1976    | Sportsklubben Trondheims-Ørn (1998) |  |
| Lauren Kitchen | 21 de novembre de 1990 | Wiggle Honda (2013)                 |  |
| Julie Leth | 13 de juliol de 1992   | Breast Cancer Care (2013)           |  |
| Tone Hatteland Lima | 18 de desembre de 1979 |                                     |  |
| Elisa Longo Borghini | 10 de desembre de 1991 | Top Girls-Fassa Bortolo (2011)      |  |
| Siri Minge | 4 de febrer de 1994    |                                     |  |
| Emilie Moberg | 12 de juliol de 1991   |                                     |  |
| Ashleigh Moolman | 9 de desembre de 1985  | Lotto Belisol Ladies (2013)         |  |
| Thea Thorsen | 15 de març de 1992     |                                     |  |
| |                        |                                     |  |
| Font: ProCyclingStats |                        |                                     |  |

| \| Llista de l'equip 2015 \| Llista de l'equip 2015 \| Llista de l'equip 2015 \| Llista de l'equip 2015 \| \| Ciclista \| Data de naixement \| Equip previ \| \| \| --------------------------------------- \| ---------------------- \| ----------------------------------- \| ---------------------- \| \| Charlotte Becker \| 19 de maig de 1983 \| Wiggle Honda (2014) \| \| \| Miriam Bjørnsrud \| 9 de octubre de 1992 \| \| \| \| Cecilie Gotaas Johnsen \| 20 de abril de 1976 \| Sportsklubben Trondheims-Ørn (1998) \| \| \| Tatiana Guderzo \| 22 de agost de 1984 \| Alé Cipollini (2014) \| \| \| Lauren Kitchen \| 21 de novembre de 1990 \| Wiggle Honda (2013) \| \| \| Julie Leth \| 13 de juliol de 1992 \| Breast Cancer Care (2013) \| \| \| Ingrid Lorvik (19 de juny–31 de des) \| 21 de febrer de 1986 \| CK Victoria (2015) \| \| \| Emilie Moberg \| 12 de juliol de 1991 \| \| \| \| Thea Thorsen \| 15 de març de 1992 \| \| \| \| Shana Van Glabeke \| 28 de setembre de 1993 \| \| \| \| Kirsten Wild \| 15 de octubre de 1982 \| Giant-Shimano (2014) \| \| \| Janicke Gunvaldsen (9 de abr–31 de des) \| 19 de maig de 1981 \| \| \| \| Vita Heine \| 21 de novembre de 1984 \| \| \| \| Tone Hatteland Lima \| 18 de desembre de 1979 \| \| \| \| \| \| \| \| \| Fonts: ProCyclingStats Cycling Archives \| \| \| \| |                        |                                     |  |
| Llista de l'equip 2015 |                        |                                     |  |
| Ciclista | Data de naixement      | Equip previ                         |  |
| Charlotte Becker | 19 de maig de 1983     | Wiggle Honda (2014)                 |  |
| Miriam Bjørnsrud | 9 de octubre de 1992   |                                     |  |
| Cecilie Gotaas Johnsen | 20 de abril de 1976    | Sportsklubben Trondheims-Ørn (1998) |  |
| Tatiana Guderzo | 22 de agost de 1984    | Alé Cipollini (2014)                |  |
| Lauren Kitchen | 21 de novembre de 1990 | Wiggle Honda (2013)                 |  |
| Julie Leth | 13 de juliol de 1992   | Breast Cancer Care (2013)           |  |
| Ingrid Lorvik (19 de juny–31 de des) | 21 de febrer de 1986   | CK Victoria (2015)                  |  |
| Emilie Moberg | 12 de juliol de 1991   |                                     |  |
| Thea Thorsen | 15 de març de 1992     |                                     |  |
| Shana Van Glabeke | 28 de setembre de 1993 |                                     |  |
| Kirsten Wild | 15 de octubre de 1982  | Giant-Shimano (2014)                |  |
| Janicke Gunvaldsen (9 de abr–31 de des) | 19 de maig de 1981     |                                     |  |
| Vita Heine | 21 de novembre de 1984 |                                     |  |
| Tone Hatteland Lima | 18 de desembre de 1979 |                                     |  |
| |                        |                                     |  |
| Fonts: ProCyclingStats Cycling Archives |                        |                                     |  |

| \| Llista de l'equip 2016 \| Llista de l'equip 2016 \| Llista de l'equip 2016 \| Llista de l'equip 2016 \| \| Ciclista \| Data de naixement \| Equip previ \| \| \| ---------------------- \| ---------------------- \| ----------------------------------- \| ---------------------- \| \| Charlotte Becker \| 19 de maig de 1983 \| Wiggle Honda (2014) \| \| \| Miriam Bjørnsrud \| 9 de octubre de 1992 \| \| \| \| Cecilie Gotaas Johnsen \| 20 de abril de 1976 \| Sportsklubben Trondheims-Ørn (1998) \| \| \| Simona Frapporti \| 14 de juliol de 1988 \| Alé Cipollini (2015) \| \| \| Tatiana Guderzo \| 22 de agost de 1984 \| Alé Cipollini (2014) \| \| \| Janicke Gunvaldsen \| 19 de maig de 1981 \| \| \| \| Vita Heine \| 21 de novembre de 1984 \| \| \| \| Lauren Kitchen \| 21 de novembre de 1990 \| Wiggle Honda (2013) \| \| \| Julie Leth \| 13 de juliol de 1992 \| Breast Cancer Care (2013) \| \| \| Tone Hatteland Lima \| 18 de desembre de 1979 \| \| \| \| Ingrid Lorvik \| 21 de febrer de 1986 \| CK Victoria (2015) \| \| \| Emilie Moberg \| 12 de juliol de 1991 \| \| \| \| Thea Thorsen \| 15 de març de 1992 \| \| \| \| Kirsten Wild \| 15 de octubre de 1982 \| Giant-Shimano (2014) \| \| \| \| \| \| \| \| Font: ProCyclingStats \| \| \| \| |                        |                                     |  |
| Llista de l'equip 2016 |                        |                                     |  |
| Ciclista | Data de naixement      | Equip previ                         |  |
| Charlotte Becker | 19 de maig de 1983     | Wiggle Honda (2014)                 |  |
| Miriam Bjørnsrud | 9 de octubre de 1992   |                                     |  |
| Cecilie Gotaas Johnsen | 20 de abril de 1976    | Sportsklubben Trondheims-Ørn (1998) |  |
| Simona Frapporti | 14 de juliol de 1988   | Alé Cipollini (2015)                |  |
| Tatiana Guderzo | 22 de agost de 1984    | Alé Cipollini (2014)                |  |
| Janicke Gunvaldsen | 19 de maig de 1981     |                                     |  |
| Vita Heine | 21 de novembre de 1984 |                                     |  |
| Lauren Kitchen | 21 de novembre de 1990 | Wiggle Honda (2013)                 |  |
| Julie Leth | 13 de juliol de 1992   | Breast Cancer Care (2013)           |  |
| Tone Hatteland Lima | 18 de desembre de 1979 |                                     |  |
| Ingrid Lorvik | 21 de febrer de 1986   | CK Victoria (2015)                  |  |
| Emilie Moberg | 12 de juliol de 1991   |                                     |  |
| Thea Thorsen | 15 de març de 1992     |                                     |  |
| Kirsten Wild | 15 de octubre de 1982  | Giant-Shimano (2014)                |  |
| |                        |                                     |  |
| Font: ProCyclingStats |                        |                                     |  |

| \| Llista de l'equip 2017 \| Llista de l'equip 2017 \| Llista de l'equip 2017 \| Llista de l'equip 2017 \| \| Ciclista \| Data de naixement \| Equip previ \| \| \| --------------------------------------- \| ---------------------- \| --------------------------------------- \| ---------------------- \| \| Katrine Aalerud \| 4 de desembre de 1994 \| Bryne Cykleklubb (2016) \| \| \| Susanne Andersen \| 23 de juliol de 1998 \| Stavanger Sykleklubb (2015) \| \| \| Charlotte Becker \| 19 de maig de 1983 \| Wiggle Honda (2014) \| \| \| Miriam Bjørnsrud \| 9 de octubre de 1992 \| \| \| \| Simona Frapporti \| 14 de juliol de 1988 \| Alé Cipollini (2015) \| \| \| Ingvild Gåskjenn \| 1 de juliol de 1998 \| \| \| \| Vita Heine \| 21 de novembre de 1984 \| \| \| \| Ilona Hoeksma \| 22 de maig de 1991 \| Parkhotel Valkenburg Continental (2016) \| \| \| Cecilie Gotaas Johnsen \| 20 de abril de 1976 \| Sportsklubben Trondheims-Ørn (1998) \| \| \| Nina Kessler \| 4 de juliol de 1988 \| Lensworld-Zannata (2016) \| \| \| Tone Hatteland Lima \| 18 de desembre de 1979 \| \| \| \| Emilie Moberg \| 12 de juliol de 1991 \| \| \| \| Thea Thorsen \| 15 de març de 1992 \| \| \| \| \| \| \| \| \| Fonts: ProCyclingStats Cycling Archives \| \| \| \| |                        |                                         |  |
| Llista de l'equip 2017 |                        |                                         |  |
| Ciclista | Data de naixement      | Equip previ                             |  |
| Katrine Aalerud | 4 de desembre de 1994  | Bryne Cykleklubb (2016)                 |  |
| Susanne Andersen | 23 de juliol de 1998   | Stavanger Sykleklubb (2015)             |  |
| Charlotte Becker | 19 de maig de 1983     | Wiggle Honda (2014)                     |  |
| Miriam Bjørnsrud | 9 de octubre de 1992   |                                         |  |
| Simona Frapporti | 14 de juliol de 1988   | Alé Cipollini (2015)                    |  |
| Ingvild Gåskjenn | 1 de juliol de 1998    |                                         |  |
| Vita Heine | 21 de novembre de 1984 |                                         |  |
| Ilona Hoeksma | 22 de maig de 1991     | Parkhotel Valkenburg Continental (2016) |  |
| Cecilie Gotaas Johnsen | 20 de abril de 1976    | Sportsklubben Trondheims-Ørn (1998)     |  |
| Nina Kessler | 4 de juliol de 1988    | Lensworld-Zannata (2016)                |  |
| Tone Hatteland Lima | 18 de desembre de 1979 |                                         |  |
| Emilie Moberg | 12 de juliol de 1991   |                                         |  |
| Thea Thorsen | 15 de març de 1992     |                                         |  |
| |                        |                                         |  |
| Fonts: ProCyclingStats Cycling Archives |                        |                                         |  |

| \| Llista de l'equip 2018 \| Llista de l'equip 2018 \| Llista de l'equip 2018 \| Llista de l'equip 2018 \| \| Ciclista \| Data de naixement \| Equip previ \| \| \| -------------------------------------------- \| ---------------------- \| --------------------------- \| ---------------------- \| \| Susanne Andersen \| 23 de juliol de 1998 \| Stavanger Sykleklubb (2015) \| \| \| Charlotte Becker \| 19 de maig de 1983 \| Wiggle Honda (2014) \| \| \| Simona Frapporti \| 14 de juliol de 1988 \| Alé Cipollini (2015) \| \| \| Tatiana Guderzo (1 de gen–1 de jul, Nota) \| 22 de agost de 1984 \| Lensworld-Kuota (2017) \| \| \| Line Marie Gulliksen \| 4 de juliol de 1990 \| Autoglas Wetteren (2017) \| \| \| Ingvild Gåskjenn \| 1 de juliol de 1998 \| \| \| \| Vita Heine \| 21 de novembre de 1984 \| \| \| \| Nina Kessler \| 4 de juliol de 1988 \| Lensworld-Zannata (2016) \| \| \| Ingrid Lorvik \| 21 de febrer de 1986 \| CK Victoria (2015) \| \| \| Ingrid Moe (1 de gen–31 de jul) \| 15 de novembre de 1984 \| Bergen CK (2017) \| \| \| Camilla Møllebro (1 de gen–19 de juny, Nota) \| 21 de maig de 1984 \| Virtu Cycling Women (2017) \| \| \| Julie Meyer Solvang \| 3 de setembre de 1989 \| Keukens Redant (2017) \| \| \| Thea Thorsen \| 15 de març de 1992 \| \| \| \| \| \| \| \| \| Font: ProCyclingStats \| \| \| \|Nota: Tatiana Guderzo, canvi d'equip Nota: Camilla Møllebro, retirada esportiva |                        |                             |  |
| Llista de l'equip 2018 |                        |                             |  |
| Ciclista | Data de naixement      | Equip previ                 |  |
| Susanne Andersen | 23 de juliol de 1998   | Stavanger Sykleklubb (2015) |  |
| Charlotte Becker | 19 de maig de 1983     | Wiggle Honda (2014)         |  |
| Simona Frapporti | 14 de juliol de 1988   | Alé Cipollini (2015)        |  |
| Tatiana Guderzo (1 de gen–1 de jul, Nota) | 22 de agost de 1984    | Lensworld-Kuota (2017)      |  |
| Line Marie Gulliksen | 4 de juliol de 1990    | Autoglas Wetteren (2017)    |  |
| Ingvild Gåskjenn | 1 de juliol de 1998    |                             |  |
| Vita Heine | 21 de novembre de 1984 |                             |  |
| Nina Kessler | 4 de juliol de 1988    | Lensworld-Zannata (2016)    |  |
| Ingrid Lorvik | 21 de febrer de 1986   | CK Victoria (2015)          |  |
| Ingrid Moe (1 de gen–31 de jul) | 15 de novembre de 1984 | Bergen CK (2017)            |  |
| Camilla Møllebro (1 de gen–19 de juny, Nota) | 21 de maig de 1984     | Virtu Cycling Women (2017)  |  |
| Julie Meyer Solvang | 3 de setembre de 1989  | Keukens Redant (2017)       |  |
| Thea Thorsen | 15 de març de 1992     |                             |  |
| |                        |                             |  |
| Font: ProCyclingStats |                        |                             |  |

| \| Llista de l'equip 2019 \| Llista de l'equip 2019 \| Llista de l'equip 2019 \| Llista de l'equip 2019 \| \| Ciclista \| Data de naixement \| Equip previ \| \| \| ----------------------------------------------- \| ---------------------- \| --------------------------- \| ---------------------- \| \| Pernille Larsen Feldmann \| 1 de febrer de 2000 \| \| \| \| Grace Garner \| 19 de juny de 1997 \| Wiggle High5 (2018) \| \| \| Lucy Garner \| 20 de setembre de 1994 \| Wiggle High5 (2018) \| \| \| Ingvild Gåskjenn \| 1 de juliol de 1998 \| \| \| \| Vita Heine \| 21 de novembre de 1984 \| \| \| \| Ingrid Lorvik \| 21 de febrer de 1986 \| CK Victoria (2015) \| \| \| Amalie Lutro \| 15 de març de 2000 \| \| \| \| Julie Meyer Solvang \| 3 de setembre de 1989 \| Keukens Redant (2017) \| \| \| Chanella Stougje \| 23 de octubre de 1996 \| Parkhotel Valkenburg (2018) \| \| \| Marta Tagliaferro \| 4 de novembre de 1989 \| Cylance (2018) \| \| \| Uneken Lonneke \| 2 de març de 2000 \| \| \| \| Thale Sofie Kielland Bjerk (6 de abr–31 de des) \| 19 de agost de 2000 \| \| \| \| \| \| \| \| \| Font: ProCyclingStats \| \| \| \| |                        |                             |  |
| Llista de l'equip 2019 |                        |                             |  |
| Ciclista | Data de naixement      | Equip previ                 |  |
| Pernille Larsen Feldmann | 1 de febrer de 2000    |                             |  |
| Grace Garner | 19 de juny de 1997     | Wiggle High5 (2018)         |  |
| Lucy Garner | 20 de setembre de 1994 | Wiggle High5 (2018)         |  |
| Ingvild Gåskjenn | 1 de juliol de 1998    |                             |  |
| Vita Heine | 21 de novembre de 1984 |                             |  |
| Ingrid Lorvik | 21 de febrer de 1986   | CK Victoria (2015)          |  |
| Amalie Lutro | 15 de març de 2000     |                             |  |
| Julie Meyer Solvang | 3 de setembre de 1989  | Keukens Redant (2017)       |  |
| Chanella Stougje | 23 de octubre de 1996  | Parkhotel Valkenburg (2018) |  |
| Marta Tagliaferro | 4 de novembre de 1989  | Cylance (2018)              |  |
| Uneken Lonneke | 2 de març de 2000      |                             |  |
| Thale Sofie Kielland Bjerk (6 de abr–31 de des) | 19 de agost de 2000    |                             |  |
| |                        |                             |  |
| Font: ProCyclingStats |                        |                             |  |

| \| Llista de l'equip 2020 \| Llista de l'equip 2020 \| Llista de l'equip 2020 \| Llista de l'equip 2020 \| \| Ciclista \| Data de naixement \| Equip previ \| \| \| ------------------------ \| ---------------------- \| ----------------------------------------- \| ---------------------- \| \| Pernille Larsen Feldmann \| 1 de febrer de 2000 \| \| \| \| Ingvild Gåskjenn \| 1 de juliol de 1998 \| \| \| \| Vita Heine \| 21 de novembre de 1984 \| \| \| \| Mieke Kröger \| 18 de juliol de 1993 \| Virtu Cycling Women (2019) \| \| \| Ingrid Lorvik \| 21 de febrer de 1986 \| CK Victoria (2015) \| \| \| Amalie Lutro \| 15 de març de 2000 \| \| \| \| Silje Mathisen \| 15 de febrer de 2001 \| \| \| \| Natalie Irene Midtsveen \| 25 de juny de 2001 \| \| \| \| Greta Richioud \| 11 de octubre de 1996 \| FDJ-Nouvelle Aquitaine-Futuroscope (2019) \| \| \| Julie Meyer Solvang \| 3 de setembre de 1989 \| Keukens Redant (2017) \| \| \| Marta Tagliaferro \| 4 de novembre de 1989 \| Cylance (2018) \| \| \| Lucy Garner \| 20 de setembre de 1994 \| Wiggle High5 (2018) \| \| \| \| \| \| \| \| Font: UCI \| \| \| \| |                        |                                           |  |
| Llista de l'equip 2020 |                        |                                           |  |
| Ciclista | Data de naixement      | Equip previ                               |  |
| Pernille Larsen Feldmann | 1 de febrer de 2000    |                                           |  |
| Ingvild Gåskjenn | 1 de juliol de 1998    |                                           |  |
| Vita Heine | 21 de novembre de 1984 |                                           |  |
| Mieke Kröger | 18 de juliol de 1993   | Virtu Cycling Women (2019)                |  |
| Ingrid Lorvik | 21 de febrer de 1986   | CK Victoria (2015)                        |  |
| Amalie Lutro | 15 de març de 2000     |                                           |  |
| Silje Mathisen | 15 de febrer de 2001   |                                           |  |
| Natalie Irene Midtsveen | 25 de juny de 2001     |                                           |  |
| Greta Richioud | 11 de octubre de 1996  | FDJ-Nouvelle Aquitaine-Futuroscope (2019) |  |
| Julie Meyer Solvang | 3 de setembre de 1989  | Keukens Redant (2017)                     |  |
| Marta Tagliaferro | 4 de novembre de 1989  | Cylance (2018)                            |  |
| Lucy Garner | 20 de setembre de 1994 | Wiggle High5 (2018)                       |  |
| |                        |                                           |  |
| Font: UCI |                        |                                           |  |

| \| Llista de l'equip 2021 \| Llista de l'equip 2021 \| Llista de l'equip 2021 \| Llista de l'equip 2021 \| \| Ciclista \| Data de naixement \| Equip previ \| \| \| ------------------------ \| ---------------------- \| ------------------------------------------------ \| ---------------------- \| \| Pernille Larsen Feldmann \| 1 de febrer de 2000 \| \| \| \| Ingvild Gåskjenn \| 1 de juliol de 1998 \| \| \| \| Martine Gjøs \| 19 de gener de 2000 \| Team Rytger powered by Cykeltøj-Online.dk (2019) \| \| \| Vita Heine \| 21 de novembre de 1984 \| \| \| \| Mieke Kröger \| 18 de juliol de 1993 \| Virtu Cycling Women (2019) \| \| \| Ingrid Lorvik \| 21 de febrer de 1986 \| CK Victoria (2015) \| \| \| Amalie Lutro \| 15 de març de 2000 \| \| \| \| Silje Mathisen \| 15 de febrer de 2001 \| \| \| \| Natalie Irene Midtsveen \| 25 de juny de 2001 \| \| \| \| Caroline Andersson \| 29 de juliol de 2001 \| Aromitalia Vaiano (2019) \| \| \| Claudia Koster \| 22 de març de 1992 \| Virtu Cycling Women (2018) \| \| \| Mari Hole Mohr \| 1 de març de 2001 \| \| \| \| Ann Helen Olsen \| 7 de febrer de 1998 \| \| \| \| Christa Riffel \| 30 de juliol de 1998 \| Canyon-SRAM Racing (2020) \| \| \| Anne Dorthe Ysland \| 9 de abril de 2002 \| Gauldal Sykleklubb (2020) \| \| \| \| \| \| \| \| Font: UCI \| \| \| \| |                        |                                                  |  |
| Llista de l'equip 2021 |                        |                                                  |  |
| Ciclista | Data de naixement      | Equip previ                                      |  |
| Pernille Larsen Feldmann | 1 de febrer de 2000    |                                                  |  |
| Ingvild Gåskjenn | 1 de juliol de 1998    |                                                  |  |
| Martine Gjøs | 19 de gener de 2000    | Team Rytger powered by Cykeltøj-Online.dk (2019) |  |
| Vita Heine | 21 de novembre de 1984 |                                                  |  |
| Mieke Kröger | 18 de juliol de 1993   | Virtu Cycling Women (2019)                       |  |
| Ingrid Lorvik | 21 de febrer de 1986   | CK Victoria (2015)                               |  |
| Amalie Lutro | 15 de març de 2000     |                                                  |  |
| Silje Mathisen | 15 de febrer de 2001   |                                                  |  |
| Natalie Irene Midtsveen | 25 de juny de 2001     |                                                  |  |
| Caroline Andersson | 29 de juliol de 2001   | Aromitalia Vaiano (2019)                         |  |
| Claudia Koster | 22 de març de 1992     | Virtu Cycling Women (2018)                       |  |
| Mari Hole Mohr | 1 de març de 2001      |                                                  |  |
| Ann Helen Olsen | 7 de febrer de 1998    |                                                  |  |
| Christa Riffel | 30 de juliol de 1998   | Canyon-SRAM Racing (2020)                        |  |
| Anne Dorthe Ysland | 9 de abril de 2002     | Gauldal Sykleklubb (2020)                        |  |
| |                        |                                                  |  |
| Font: UCI |                        |                                                  |  |

| \| Llista de l'equip 2022 \| Llista de l'equip 2022 \| Llista de l'equip 2022 \| Llista de l'equip 2022 \| \| Ciclista \| Data de naixement \| Equip previ \| \| \| --------------------------------- \| ---------------------- \| ----------------------------------- \| ---------------------- \| \| Caroline Andersson \| 29 de juliol de 2001 \| Aromitalia Vaiano (2019) \| \| \| Emma Boogaard \| 20 de octubre de 2000 \| Restore (2021) \| \| \| Pernille Larsen Feldmann \| 1 de febrer de 2000 \| \| \| \| Ingvild Gåskjenn \| 1 de juliol de 1998 \| \| \| \| Ane Iversen \| 11 de desembre de 1992 \| \| \| \| Tiril Jørgensen \| 29 de octubre de 2000 \| \| \| \| Mari Hole Mohr \| 1 de març de 2001 \| \| \| \| Josie Nelson \| 8 de abril de 2002 \| Isorex NoAqua Ladies Cycling (2021) \| \| \| Christa Riffel \| 30 de juliol de 1998 \| Canyon-SRAM Racing (2020) \| \| \| Jessica Roberts \| 11 de abril de 1999 \| Team BikeExchange (2021) \| \| \| Nicole Steigenga \| 27 de gener de 1998 \| Doltcini-Van Eyck-Proximus (2021) \| \| \| Sylvie Swinkels \| 31 de juliol de 2000 \| Parkhotel Valkenburg (2021) \| \| \| Nora Tveit \| 19 de desembre de 2002 \| Stavanger Sykleklubb (2021) \| \| \| Lena Soland (1 de maig–28 de feb) \| 25 de febrer de 1999 \| \| \| \| Stine Dale (1 de ago–31 de des) \| 11 de novembre de 1998 \| \| \| \| Sigrid Ytterhus Haugset \| 1 de març de 1999 \| \| \| \| \| \| \| \| \| Font: UCI \| \| \| \| |                        |                                     |  |
| Llista de l'equip 2022 |                        |                                     |  |
| Ciclista | Data de naixement      | Equip previ                         |  |
| Caroline Andersson | 29 de juliol de 2001   | Aromitalia Vaiano (2019)            |  |
| Emma Boogaard | 20 de octubre de 2000  | Restore (2021)                      |  |
| Pernille Larsen Feldmann | 1 de febrer de 2000    |                                     |  |
| Ingvild Gåskjenn | 1 de juliol de 1998    |                                     |  |
| Ane Iversen | 11 de desembre de 1992 |                                     |  |
| Tiril Jørgensen | 29 de octubre de 2000  |                                     |  |
| Mari Hole Mohr | 1 de març de 2001      |                                     |  |
| Josie Nelson | 8 de abril de 2002     | Isorex NoAqua Ladies Cycling (2021) |  |
| Christa Riffel | 30 de juliol de 1998   | Canyon-SRAM Racing (2020)           |  |
| Jessica Roberts | 11 de abril de 1999    | Team BikeExchange (2021)            |  |
| Nicole Steigenga | 27 de gener de 1998    | Doltcini-Van Eyck-Proximus (2021)   |  |
| Sylvie Swinkels | 31 de juliol de 2000   | Parkhotel Valkenburg (2021)         |  |
| Nora Tveit | 19 de desembre de 2002 | Stavanger Sykleklubb (2021)         |  |
| Lena Soland (1 de maig–28 de feb) | 25 de febrer de 1999   |                                     |  |
| Stine Dale (1 de ago–31 de des) | 11 de novembre de 1998 |                                     |  |
| Sigrid Ytterhus Haugset | 1 de març de 1999      |                                     |  |
| |                        |                                     |  |
| Font: UCI |                        |                                     |  |

| \| Llista de l'equip 2023 \| Llista de l'equip 2023 \| Llista de l'equip 2023 \| Llista de l'equip 2023 \| \| Ciclista \| Data de naixement \| Equip previ \| \| \| ----------------------------------- \| ---------------------- \| ---------------------------------------- \| ---------------------- \| \| Emma Boogaard \| 20 de octubre de 2000 \| Restore (2021) \| \| \| Stine Dale \| 11 de novembre de 1998 \| \| \| \| Georgia Danford \| 3 de abril de 1999 \| Andy Schleck-CP NVST-Immo Losch (2022) \| \| \| India Grangier \| 5 de gener de 2000 \| Stade Rochelais Charente-Maritime (2022) \| \| \| Sigrid Ytterhus Haugset \| 1 de març de 1999 \| \| \| \| Ane Iversen \| 11 de desembre de 1992 \| \| \| \| Kerry Jonker \| 21 de maig de 1996 \| Andy Schleck-CP NVST-Immo Losch (2022) \| \| \| Lucie Jounier (20 de abr–31 de des) \| 16 de juliol de 1998 \| Arkéa Pro Cycling Team (2022) \| \| \| Tiril Jørgensen \| 29 de octubre de 2000 \| \| \| \| Magdalene Lind (1 de abr–31 de des) \| 16 de maig de 2002 \| Keukens Redant (2022) \| \| \| Mari Hole Mohr \| 1 de març de 2001 \| \| \| \| Josie Nelson \| 8 de abril de 2002 \| Isorex NoAqua Ladies Cycling (2021) \| \| \| Jessica Roberts \| 11 de abril de 1999 \| Team BikeExchange (2021) \| \| \| Lena Soland (1 de maig–28 de feb) \| 25 de febrer de 1999 \| \| \| \| Sylvie Swinkels \| 31 de juliol de 2000 \| Parkhotel Valkenburg (2021) \| \| \| Nora Tveit \| 19 de desembre de 2002 \| Stavanger Sykleklubb (2021) \| \| \| \| \| \| \| \| Font: UCI \| \| \| \| |                        |                                          |  |
| Llista de l'equip 2023 |                        |                                          |  |
| Ciclista | Data de naixement      | Equip previ                              |  |
| Emma Boogaard | 20 de octubre de 2000  | Restore (2021)                           |  |
| Stine Dale | 11 de novembre de 1998 |                                          |  |
| Georgia Danford | 3 de abril de 1999     | Andy Schleck-CP NVST-Immo Losch (2022)   |  |
| India Grangier | 5 de gener de 2000     | Stade Rochelais Charente-Maritime (2022) |  |
| Sigrid Ytterhus Haugset | 1 de març de 1999      |                                          |  |
| Ane Iversen | 11 de desembre de 1992 |                                          |  |
| Kerry Jonker | 21 de maig de 1996     | Andy Schleck-CP NVST-Immo Losch (2022)   |  |
| Lucie Jounier (20 de abr–31 de des) | 16 de juliol de 1998   | Arkéa Pro Cycling Team (2022)            |  |
| Tiril Jørgensen | 29 de octubre de 2000  |                                          |  |
| Magdalene Lind (1 de abr–31 de des) | 16 de maig de 2002     | Keukens Redant (2022)                    |  |
| Mari Hole Mohr | 1 de març de 2001      |                                          |  |
| Josie Nelson | 8 de abril de 2002     | Isorex NoAqua Ladies Cycling (2021)      |  |
| Jessica Roberts | 11 de abril de 1999    | Team BikeExchange (2021)                 |  |
| Lena Soland (1 de maig–28 de feb) | 25 de febrer de 1999   |                                          |  |
| Sylvie Swinkels | 31 de juliol de 2000   | Parkhotel Valkenburg (2021)              |  |
| Nora Tveit | 19 de desembre de 2002 | Stavanger Sykleklubb (2021)              |  |
| |                        |                                          |  |
| Font: UCI |                        |                                          |  |

| \| Llista de l'equip 2024 \| Llista de l'equip 2024 \| Llista de l'equip 2024 \| Llista de l'equip 2024 \| \| Ciclista \| Data de naixement \| Equip previ \| \| \| ----------------------- \| ---------------------- \| ---------------------------------------- \| ---------------------- \| \| Stine Dale \| 11 de novembre de 1998 \| \| \| \| India Grangier \| 5 de gener de 2000 \| Stade Rochelais Charente-Maritime (2022) \| \| \| Monica Greenwood \| 24 de febrer de 1989 \| DAS-Handsling Bikes (2023) \| \| \| Sigrid Ytterhus Haugset \| 1 de març de 1999 \| \| \| \| Tiril Jørgensen \| 29 de octubre de 2000 \| \| \| \| Stina Kagevi \| 28 de agost de 2005 \| Motala AIF CK (2023) \| \| \| Magdalene Lind \| 16 de maig de 2002 \| Keukens Redant (2022) \| \| \| Mari Hole Mohr \| 1 de març de 2001 \| \| \| \| Camilla Ranes Bye \| 17 de novembre de 2004 \| Torelli (2023) \| \| \| April Tacey \| 12 de octubre de 2000 \| Lifeplus Wahoo (2023) \| \| \| Aidi Gerde Tuisk \| 1 de març de 2002 \| Eneicat-CMTeam-Seguros Deportivos (2023) \| \| \| Eline Van Rooijen \| 29 de agost de 2001 \| AG Insurance-Soudal Quick-Step (2023) \| \| \| \| \| \| \| \| Font: ProCyclingStats \| \| \| \| |                        |                                          |  |
| Llista de l'equip 2024 |                        |                                          |  |
| Ciclista | Data de naixement      | Equip previ                              |  |
| Stine Dale | 11 de novembre de 1998 |                                          |  |
| India Grangier | 5 de gener de 2000     | Stade Rochelais Charente-Maritime (2022) |  |
| Monica Greenwood | 24 de febrer de 1989   | DAS-Handsling Bikes (2023)               |  |
| Sigrid Ytterhus Haugset | 1 de març de 1999      |                                          |  |
| Tiril Jørgensen | 29 de octubre de 2000  |                                          |  |
| Stina Kagevi | 28 de agost de 2005    | Motala AIF CK (2023)                     |  |
| Magdalene Lind | 16 de maig de 2002     | Keukens Redant (2022)                    |  |
| Mari Hole Mohr | 1 de març de 2001      |                                          |  |
| Camilla Ranes Bye | 17 de novembre de 2004 | Torelli (2023)                           |  |
| April Tacey | 12 de octubre de 2000  | Lifeplus Wahoo (2023)                    |  |
| Aidi Gerde Tuisk | 1 de març de 2002      | Eneicat-CMTeam-Seguros Deportivos (2023) |  |
| Eline Van Rooijen | 29 de agost de 2001    | AG Insurance-Soudal Quick-Step (2023)    |  |
| |                        |                                          |  |
| Font: ProCyclingStats |                        |                                          |  |